# サン＝プルサン＝シュル＝シウール
サン＝プルサン＝シュル＝シウール（仏: Saint-Pourçain-sur-Sioule）は、フランス中央部、オーヴェルニュ＝ローヌ＝アルプ地域圏アリエ県にある、人口5千人ほどの小さなコミューンである。

## 概要
ロワール川の支流アリエ川の左岸（西岸）に位置し、県庁所在地ムーランの南約30kmに位置している。
6世紀以降にこの定住地の存在が知られるようになった。ポルシアヌス（Porcianus）またはプルシアヌス（Purcianus）と呼ばれた修道士が、川に面した小高い場所に、年月は不明であるが修道院を創設したのである。
中世以降、トゥールニュのサン＝フィリベール修道院（ベネディクト会派）の影響下におかれ、町は繁栄した。同時代にはシャルル5世によって王立の工房が修道院に設置されていた。
16世紀、町全体が城壁に囲まれていた。

## ワインの歴史
サン＝プルサンのブドウ園は非常に古く中世から存在する。サン＝プルサンのワインは高く評価され、聖王ルイの食卓や、アヴィニョン教皇庁の教皇の元にもあるほどだった。ブドウ栽培は18世紀後半に最盛期に達し、その後フィロキセラ流行で打撃を受ける1892年までに徐々に減少した（19世紀フランスのフィロキセラ禍）。復興の取り組みにより、この地方の19のコミューンで600ヘクタールの面積のブドウ畑が有効活用されている。
サン＝プルサンは2009年より国立原産地名称研究所（fr）によって、赤ワイン、白ワイン、ロゼがAOCに登録された。